# Egyptische Communistische Partij

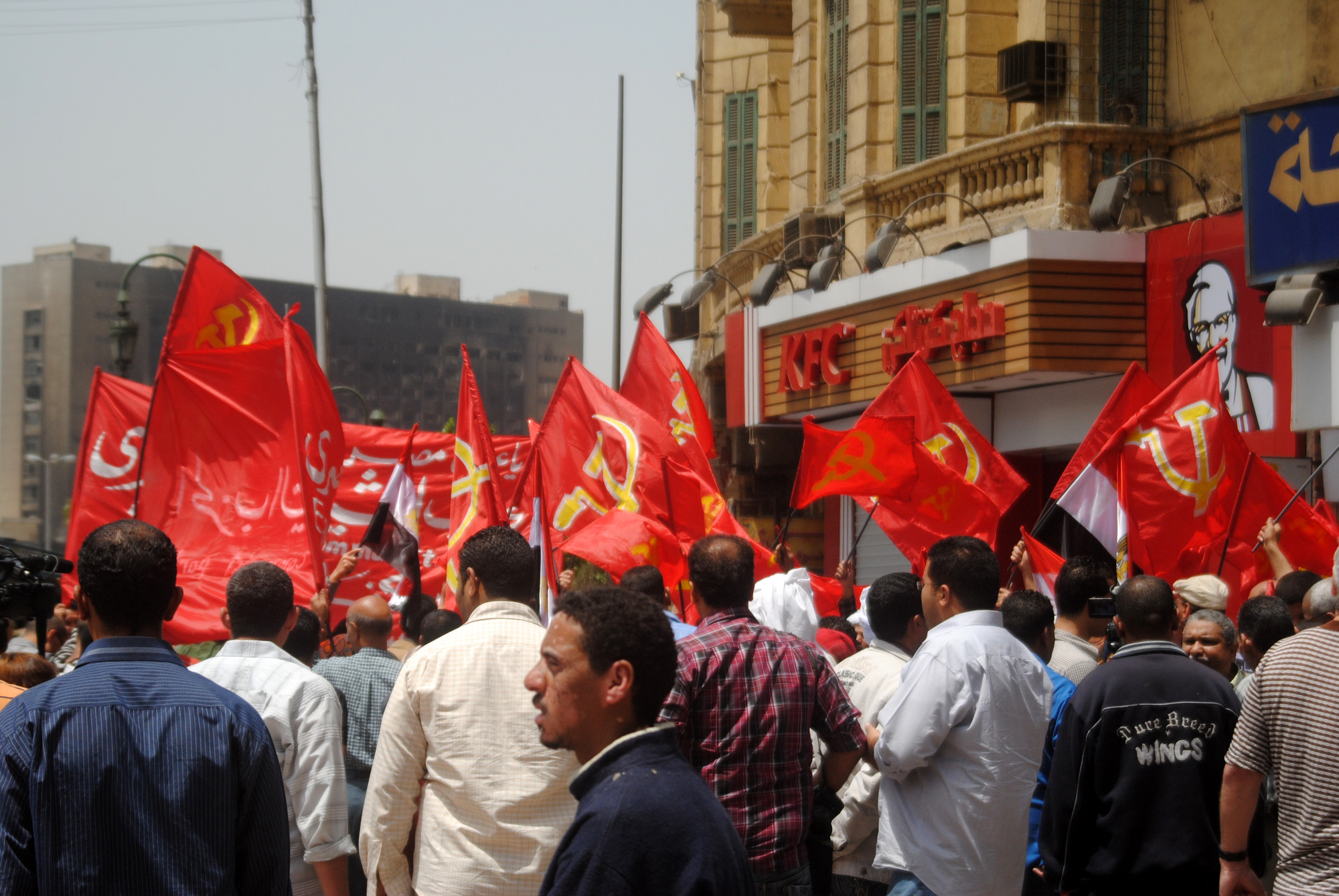
De vlag van de partij op het Tahrirplein

De Egyptische Communistische Partij (Arabisch: الحزب الشيوعي المصري) (ECP) is een politieke partij in Egypte, opgericht in 1975 door enkele leden van de voormalige Egyptische Communistische Partij. Onder de regimes van de presidenten Anwar Sadat en Hosni Moebarak werd de partij onderdrukt en werd zij uitgesloten van de verkiezingen. De partij bleef echter ondergronds doorgaan, en hielp mee met het omverwerpen van het regime van Mubarak in 2011. Ondanks het feit dat ECP-leden naar verluidt onder Moebarak werden vermoord en gevangengezet, was de partij in 2011 betrokken bij het mobiliseren van arbeiders.
De partij wordt geleid door Salah Adli.